# Atlantische weg

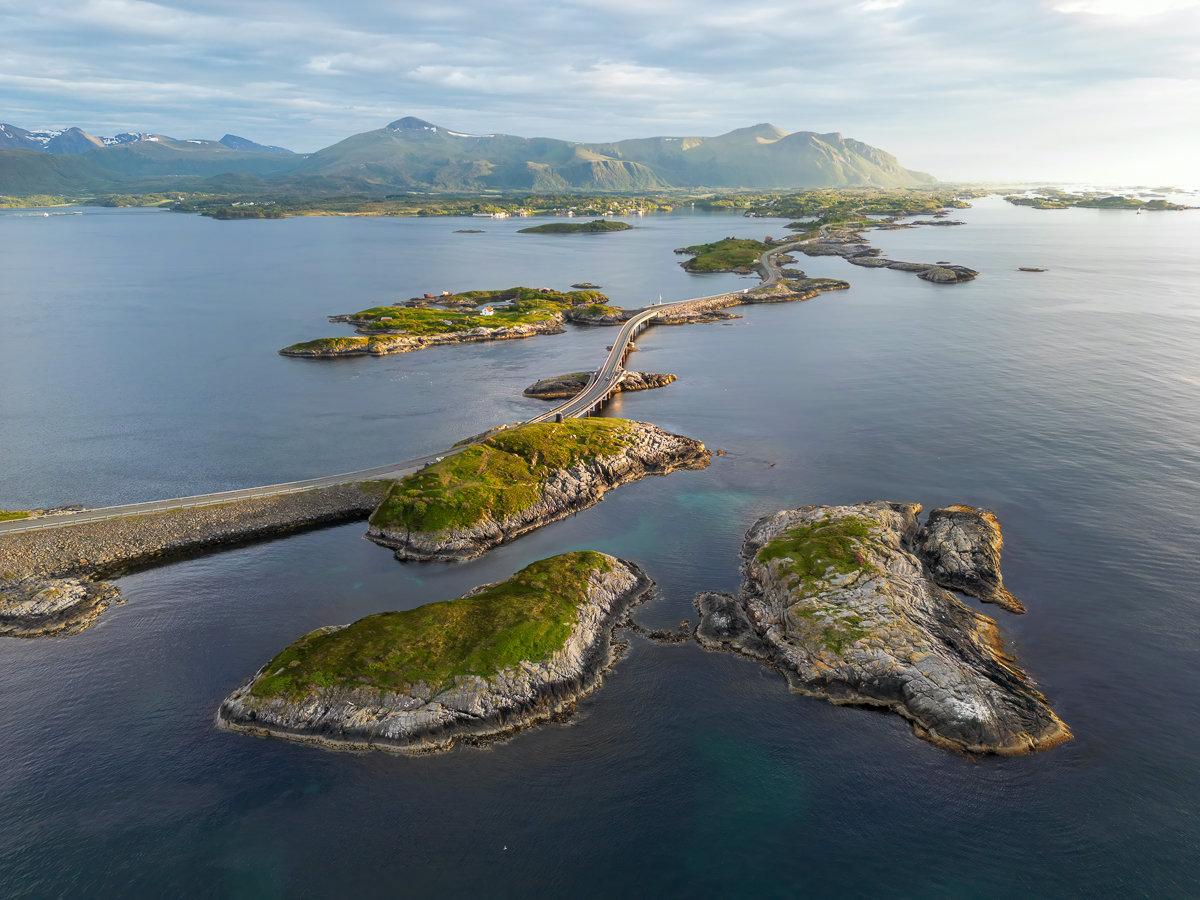

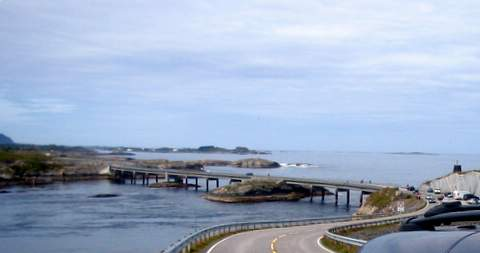
Atlantische weg - Atlanterhavsveien

De  Atlantische weg (Noors: Atlanterhavsveien of Atlanterhavsvegen) is een nationale toeristenweg en een deel van de Fylkesvei 64 (Provinciale weg 64) in de provincie Møre og Romsdal in het westen van Noorwegen. 
De weg verbindt de eilanden van Averøy tot Vevang en Eide naar het vasteland naar Kristiansund en Molde.
Men begon op 1 augustus 1983 met de werkzaamheden tot de opening op 7 juli 1989. Gedurende die tijd waren er 12 orkanen in het gebied. De weg is 8,3 kilometer lang  gaat over diverse eilanden en de scherenkust. Er zijn acht bruggen.
De weg geldt als een toeristische route en vormde in 2021 het decor voor een achtervolgingsscene in de James Bond-film No Time to Die.

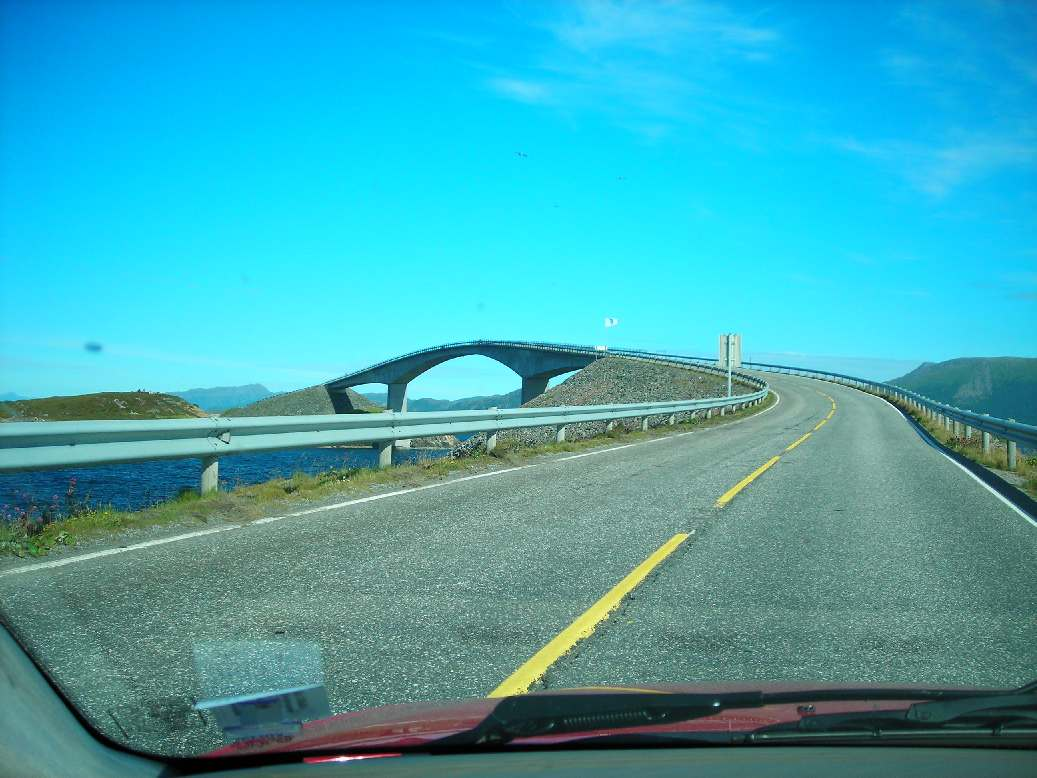
Storeisundetbrug

## Bruggen
Bruggen over de Atlantische weg van west naar oost:
- Vevangstraumenbrug – lengte 119 meter; hoogte 10 meter
- Hulvågen bruggen (3 bruggen) – lengte 293 meter; hoogte 4 meter
- Storseisundbrug – lengte 260 meter; hoogte 23 meter
- Geitøysundetbrug – lengte 52 meter; hoogte 6 meter
- Store Lauvøysundbrug – lengte 52 meter; hoogte 3 meter
- Lille Lauvøysundbrug – lengte 115 meter; hoogte 7 meter